# تپه سیاه‌بید ۱
تپه سیاه بید ۱ مربوط به دوران فرادیرینه‌سنگی است و در شهرستان کرمانشاه، بخش مرکزی، دهستان دورود فرامان، ۶۰۰ متری جنوب و جنوب شرق روستای سیاه بید واقع شده و این اثر در تاریخ ۲۶ اسفند ۱۳۸۷ با شمارهٔ ثبت ۲۵۵۵۷ به‌عنوان یکی از آثار ملی ایران به ثبت رسیده است.